# Gran Premio di superbike di Sugo 1993
Il Gran Premio di Superbike di Sugo 1993 è stata la nona prova su tredici del Campionato mondiale Superbike 1993, è stato disputato il 29 agosto sul Circuito di Sugo e ha visto la vittoria di Carl Fogarty in gara 1, mentre la gara 2 è stata vinta da Scott Russell.

## Risultati

### Gara 1

#### Arrivati al traguardo[3]
| Pos. | Nº | Pilota               | Motocicletta | Tempo     | Griglia | Punti |
| ---- | -- | -------------------- | ------------ | --------- | ------- | ----- |
| 1º   | 4  | Carl Fogarty         | Ducati       | 39:06.578 | 1º      | 20    |
| 2º   | 40 | Keiichi Kitagawa     | Kawasaki     | +0:02.164 | 2º      | 17    |
| 3º   | 24 | Shoichi Tsukamoto    | Kawasaki     | +0:24.784 | 5º      | 15    |
| 4º   | 7  | Stéphane Mertens     | Ducati       | +0:34.051 | 6º      | 13    |
| 5º   | 9  | Giancarlo Falappa    | Ducati       | +0:36.413 | 10º     | 11    |
| 6º   | 6  | Aaron Slight         | Kawasaki     | +0:36.693 | 4º      | 10    |
| 7º   | 5  | Fabrizio Pirovano    | Yamaha       | +0:36.814 | 8º      | 9     |
| 8º   | 11 | Scott Russell        | Kawasaki     | +0:37.106 | 3º      | 8     |
| 9º   | 10 | Piergiorgio Bontempi | Kawasaki     | +0:38.063 | 7º      | 7     |
| 10º  | 32 | Terry Rymer          | Yamaha       | +0:53.345 | 12º     | 6     |
| 11º  | 44 | Toshiyuki Arakaki    | Ducati       | +1:11.905 | 14º     | 5     |
| 12º  | 52 | Katsuyoshi Takahashi | Yamaha       | +1:12.272 | 16º     | 4     |
| 13º  | 70 | Aldeo Presciutti     | Ducati       | +1:17.193 | 17º     | 3     |
| 14º  | 14 | Christer Lindholm    | Yamaha       | +1:24.483 | 22º     | 2     |
| 15º  | 56 | Makoto Suzuki        | Ducati       | +1:34.025 | 15º     | 1     |
| 16º  | 23 | Fabrizio Furlan      | Kawasaki     | +1 giro   | 18º     |       |
| 17º  | 43 | Masato Mogi          | Kawasaki     | +1 giro   | 19º     |       |
| 18º  | 48 | Masao Nakata         | Yamaha       | +1 giro   | 21º     |       |
| 19º  | 37 | Hervé Moineau        | Suzuki       | +1 giro   | 23º     |       |
| 20º  | 31 | Shin'Ichiro Imai     | Kawasaki     | +1 giro   | 25º     |       |
| 21º  | 46 | Hirofumi Takada      | Yamaha       | +1 giro   | 28º     |       |
| 22º  | 54 | Shigemasa Miwa       | Honda        | +1 giro   | 27º     |       |
| 23º  | 45 | Takeshi Harada       | Yamaha       | +1 giro   | 29º     |       |
| 24º  | 55 | Katsuya Watanabe     | Honda        | +1 giro   | 30º     |       |
| 25º  | 51 | Hironari Yamamoto    | Yamaha       | +2 giri   | 32º     |       |
| 26º  | 49 | Tatsuo Kanaumi       | Yamaha       | +2 giri   | 31º     |       |
| 27º  | 50 | Hideo Senmyo         | Honda        | +2 giri   | 26º     |       |

#### Ritirati
| Nº | Pilota             | Motocicletta | Giri     | Griglia |
| -- | ------------------ | ------------ | -------- | ------- |
| 34 | Mauro Lucchiari    | Ducati       | +4 giri  | 11º     |
| 20 | Jeffry de Vries    | Yamaha       | +8 giri  | 24º     |
| 86 | Jean-Marc Delétang | Yamaha       | +11 giri | 20º     |
| 27 | Fred Merkel        | Ducati       | +12 giri | 9º      |
| 41 | Shoji Miyazaki     | Kawasaki     | +13 giri | 13º     |

### Gara 2

#### Arrivati al traguardo[4]
| Pos. | Nº | Pilota             | Motocicletta | Tempo     | Griglia | Punti |
| ---- | -- | ------------------ | ------------ | --------- | ------- | ----- |
| 1º   | 11 | Scott Russell      | Kawasaki     | 39:05.393 | 3º      | 20    |
| 2º   | 40 | Keiichi Kitagawa   | Kawasaki     | +0:03.203 | 2º      | 17    |
| 3º   | 24 | Shoichi Tsukamoto  | Kawasaki     | +0:19.626 | 5º      | 15    |
| 4º   | 6  | Aaron Slight       | Kawasaki     | +0:20.198 | 4º      | 13    |
| 5º   | 5  | Fabrizio Pirovano  | Yamaha       | +0:47.776 | 8º      | 11    |
| 6º   | 44 | Toshiyuki Arakaki  | Ducati       | +0:48.162 | 14º     | 10    |
| 7º   | 32 | Terry Rymer        | Yamaha       | +0:52.362 | 12º     | 9     |
| 8º   | 41 | Shoji Miyazaki     | Kawasaki     | +0:59.715 | 13º     | 8     |
| 9º   | 56 | Makoto Suzuki      | Ducati       | +1:01.636 | 15º     | 7     |
| 10º  | 31 | Shin'Ichiro Imai   | Kawasaki     | +1:21.140 | 25º     | 6     |
| 11º  | 23 | Fabrizio Furlan    | Kawasaki     | +1:25.945 | 18º     | 5     |
| 12º  | 14 | Christer Lindholm  | Yamaha       | +1:31.321 | 22º     | 4     |
| 13º  | 48 | Masao Nakata       | Yamaha       | +1:35.691 | 21º     | 3     |
| 14º  | 43 | Masato Mogi        | Kawasaki     | +1:35.703 | 19º     | 2     |
| 15º  | 50 | Hideo Senmyo       | Honda        | +1 giro   | 26º     | 1     |
| 16º  | 86 | Jean-Marc Delétang | Yamaha       | +1 giro   | 20º     |       |
| 17º  | 54 | Shigemasa Miwa     | Honda        | +1 giro   | 27º     |       |
| 18º  | 46 | Hirofumi Takada    | Yamaha       | +1 giro   | 28º     |       |
| 19º  | 45 | Takeshi Harada     | Yamaha       | +1 giro   | 29º     |       |
| 20º  | 55 | Katsuya Watanabe   | Honda        | +1 giro   | 30º     |       |
| 21º  | 49 | Tatsuo Kanaumi     | Yamaha       | +2 giri   | 31º     |       |

#### Ritirati
| Nº | Pilota               | Motocicletta | Giri     | Griglia |
| -- | -------------------- | ------------ | -------- | ------- |
| 9  | Giancarlo Falappa    | Ducati       | +3 giri  | 10º     |
| 34 | Mauro Lucchiari      | Ducati       | +3 giri  | 11º     |
| 4  | Carl Fogarty         | Ducati       | +5 giri  | 1º      |
| 7  | Stéphane Mertens     | Ducati       | +6 giri  | 6º      |
| 10 | Piergiorgio Bontempi | Kawasaki     | +9 giri  | 7º      |
| 37 | Hervé Moineau        | Suzuki       | +12 giri | 23º     |
| 52 | Katsuyoshi Takahashi | Yamaha       | +13 giri | 16º     |
| 27 | Fred Merkel          | Ducati       | +14 giri | 9º      |
| 20 | Jeffry de Vries      | Yamaha       | +20 giri | 24º     |
| 51 | Hironari Yamamoto    | Yamaha       | +20 giri | 32º     |
| 70 | Aldeo Presciutti     | Ducati       | +20 giri | 17º     |